# Taurasi (vin)
Le Taurasi est un vin italien de la région Campanie doté d'une appellation DOCG depuis le 26 mars 1970. Seuls ont droit à la DOC les vins rouges récoltés à l'intérieur de l'aire de production définie par le décret. 
Vieillissement minimum légal: 3 ans, dont au moins 12 mois en fût de chêne ou châtaignier ainsi que 6 mois en bouteille.
Le vin rouge du type Taurasi répond à un cahier des charges moins exigeant que le Taurasi riserva, essentiellement en relation avec le vieillissement et le titre alcoolique.

## Aire de production
Les vignobles autorisés se situent en province d'Avellino dans les communes Taurasi, Bonito, Castelfranci, Castelvetere sul Calore, Fontanarosa, Lapio, Luogosano, Mirabella Eclano, Montefalcione, Montemarano, Montemiletto, Paternopoli, Pietradefusi, Sant'Angelo all'Esca, San Mango sul Calore, Torre Le Nocelle et Venticano.

## Caractéristiques organoleptiques
- couleur : rouge rubis intensif
- odeur : fruits rouges, caractéristique
- saveur : sèche, plein, harmonique

Le Taurasi se déguste à une temperature comprise entre 16 et 18 °C et se gardera  de 5 à 15 ans.

## La festa del vino
La festa del vino est une foire aux vins. Cette fête se déroule pendant mi-août en général pendant 5 jours. Elle comprend le 15 août (férié) jour de l'Assomption en Italie. Cette fête réunie tous les vins des alentours du village.

## Production
Province, saison, volume en hectolitres :
- Avellino  (1990/91)  629,1
- Avellino  (1991/92)  852,0
- Avellino  (1992/93)  789,1
- Avellino  (1993/94)  741,21
- Avellino  (1994/95)  1705,74
- Avellino  (1995/96)  2135,88
- Avellino  (1996/97)  4163,46